# Helenoniscus teissieri
Helenoniscus teissieri là một loài chân đều trong họ Trichoniscidae. Loài này được Legrand miêu tả khoa học năm 1943.